# Alien Hunter
Alien Hunter és una pel·lícula estatunidenca dirigida per Ron Krauss i protagonitzada per James Spader estrenada el 2003. Ha estat doblada al català.

## Argument
El 1947, a Nou Mèxic, un ràdio-operador rep un senyal després d'uns dibuixos i mentre investiga l'aparició, desapareix. Anys després, el mateix senyal és transmès d'una base de les Illes Falkland als Estats Units, i un satèl·lit capta imatges d'un objecte desconegut a Antàrtida. En sospitar que el senyal podria no procedir de la Terra, el cap de l'equip crida immediatament a Julien Rome (James Spader), un vell amic que treballa com criptògraf en un programa de recerca d'intel·ligència extraterrestre del govern dels EUA Julien agafa el primer avió al Polo Sud i és conduït davant l'objecte no identificat, que segueix embussat en un gran bloc de gel. Després d'improvisar un rudimentari descodificador, Rome aconsegueix desxifrar el codi matemàtic per descobrir alguna cosa sorprenent.

## Repartiment
- James Spader: Professor Julian Rome
- Janine Eser: Dr. Kate Brecher
- John Lynch: Dr. Michael Straub
- Nikolay Binev: Dr. Alexi Gierach
- Leslie Stefanson: Nyla Olson
- Aimee Graham: Shelly Klein
- Stuart Charno: Abell
- Carl Lewis: Grisham
- Svetla Vasileva: Dacia
- Anthony Crivello: Pilot
- Kaloian Vodenicharov: Copilot
- George Stanchev: Airman
- Roy Dotrice: Dr. John Bachman
- Woody Schultz: Sam
- Keir Dullea: Secretary Bayer
- Atanas Srebrev: Kitt Peak Man